# Chlorolius koebleri
Chlorolius koehleri és una espècie d'amfibis de la família Hyperoliidae. És monotípica del gènere Chlorolius. Habita a Camerun, Gabon i Nigèria. El seu hàbitat inclou boscos tropicals o subtropicals secs i a baixa altitud, montans secs, prades tropicals o subtropicals a gran altitud, rius, plantacions i zones prèviament boscoses ara degradades. Està amenaçada d'extinció per la destrucció d'hàbitat.